# Frank E. W. Zschaler
Frank E. W. Zschaler (* 29. Mai 1958 in Schönebeck (Elbe)) ist ein deutscher Historiker.

## Leben
Von 1977 bis 1982 studierte er Wirtschaftswissenschaften mit Spezialisierung Wirtschaftsgeschichte an der Humboldt-Universität zu Berlin und von 1982 bis 1984 folgte sein Promotionsstudium am Institut für Wirtschaftsgeschichte der Humboldt-Universität zu Berlin. Anschließend war er bis 1996 als wissenschaftlicher Assistent am dortigen Institut für Wirtschaftsgeschichte tätig. Danach war er wissenschaftlicher Assistent und Lehrkraft für besondere Aufgaben an der Katholischen Universität Eichstätt-Ingolstadt, an deren Geschichts- und Gesellschaftswissenschaftlichen Fakultät er sich 2003 habilitierte. Seit 2005 ist er Leiter des Universitätsarchivs der Universität Eichstätt-Ingolstadt und seit 2007 außerplanmäßiger Professor für Wirtschafts- und Sozialgeschichte in Eichstätt-Ingolstadt. Er ist ordentliches Mitglied der Historischen Kommission zu Berlin.

## Schriften (Auswahl)
- Waltraud Falk, Frank Zschaler: Zur ersten englischen Auflage des ersten Bandes des „Kapitals“ von Karl  Marx. In: Beiträge zur Marx-Engels-Forschung 23, Berlin 1987, S. 78–81. Digitalisat
- Waltraud Falk, Frank Zschaler: Zur Geschichte der englischen Erstausgabe des ersten Bandes des „Kapitals“. In: Marx-Engels-Jahrbuch 12, Dietz Verlag, Berlin 1988, S. 203–228. Digitalisat
- Karl Marx.  Capital a critical analysis of capitalist production. London 1887.[2] Dietz Verlag, Berlin 1990. (=Marx-Engels-Gesamtausgabe. Abteilung II, Band 9) ISBN 3-320-00067-5.
- Öffentliche Finanzen und Finanzpolitik in Berlin 1945–1961. Eine vergleichende Untersuchung von Ost- und West-Berlin. (mit Datenanhang 1945–1989). Berlin 1995, ISBN 3-11-014409-3.
- Vom Heilig-Geist-Spital zur Wirtschaftswissenschaftlichen Fakultät. 110 Jahre Staatswissenschaftlich-Statistisches Seminar an der vormals königlichen Friedrich-Wilhelms-Universität. 90 Jahre Handels-Hochschule Berlin. Berlin 1997, ISBN 3-540-61976-3.
- mit Constantin Carl und Harald Schmidt: Die „Dynamit“. Eine Kunststoffgeschichte in Weißenburg in Bayern. Weißenburg 2005, ISBN 3-00-017797-3.
- Die Wirtschaft und ihre Einbettung in die Kultur. Köln 2010, ISBN 978-3-7616-2134-9.